# Mochikit
Mochikit یک کتابخانهٔ سبک جاوااسکریپت است که توسط Bob Ippolito نوشته شده و نگهداری می‌شود.
با تأثیر گرفتن از چارچوب Twisted از زبان برنامه‌نویسی پایتون این کتابخانه هم از مفهوم اجرای تعویقی برای رفتار غیر هم‌زمان(asynchronous) استفاده می‌کند.
که این امر برای توسعهٔ صفحه‌های تعاملی وب که ارتباط خود را با سرور حفظ می‌کنند بسیار مفید است.